# 1018 Arnolda
1018 Arnolda är en asteroid i huvudbältet som upptäcktes den 4 februari 1924 av den tyske astronomen Karl Wilhelm Reinmuth. Dess preliminära beteckning var 1924 QM. Asteroiden namngavs senare efter den tyske fysikern Arnold Berliner, som en uppvaktning på dennes 70-årsdag.
Arnoldas senaste periheliepassage skedde den 6 juni 2019.[Uppdatering behövs] Dess rotationstid har beräknats till 14,617 timmar. 